# Willie Johnston
William McClure Johnston (Glasgow, 1946. december 19. – ) skót válogatott labdarúgó. 

## Pályafutása

### Klubcsapatban
Glasgowban született. 1964 és 1972 között a Rangersben játszott. A kupa- és ligakupa győzelmek mellett 1972-ben megnyerte a kupagyőztesek Európa-kupáját. 1972 és 1979 között a West Bromwich Albionban szerepelt. Később játszott még Kanadában a Vancouver Whitecaps együttesében, a Birmingham City és a Heartsban is.

### A válogatottban
1965 és 1978 között 22 alkalommal szerepelt az skót válogatottban. Részt vett az 1978-as világbajnokságon. A Peru elleni csoportmérkőzés után pozitív lett a doppingtesztje és eltiltották. Több alkalommal már nem is lépett pályára a válogatottban. 

## Sikerei, díjai
Rangers FC
- Skót kupa (2): 1965–66, 1980–81
- Skót ligakupa (2): 1964–65, 1970–71
- Kupagyőztesek Európa-kupája (1): 1971–72